# 音道 (アルバム)
『音道』（おとみち）は、Chageのベスト・アルバム。2018年5月16日に発売された。発売元はUSM JAPAN。

## 解説
Chageのソロデビュー20周年を記念して発売された、自身としては初のオールタイム・ベストアルバム。1998年のデビュー曲「トウキョータワー」から、新曲の「Viva! Happy Birthday!」までシングル曲を中心に計16曲が収録されている。同年8月25日からは、本アルバムに収録されている楽曲を軸としたコンサートツアー『Chage Live Tour 2018 ◆ CRIMSON ◆』が開催された。

## 収録曲
- 2008年以前の作品ではCHAGE、1989年以前はチャゲ名義であるが、本作は全てChage名義で統一する。

| #         | タイトル                                   | 作詞                | 作曲           | 編曲                     | 時間  |
| --------- | ------------------------------------------ | ------------------- | -------------- | ------------------------ | ----- |
| 1.        | 「終章 (エピローグ) (MEMORIAL VERSION)」   | Chage、田北憲次     | Chage          | 亀田誠治                 | 5:09  |
| 2.        | 「Viva! Happy Birthday!」                  | Chage               | Chage          | 力石理江                 | 6:04  |
| 3.        | 「たった一度の人生ならば」                 | 松井五郎            | Chage          | 渡辺等                   | 5:09  |
| 4.        | 「もうひとつのLOVE SONG (SINGLE VERSION)」 | Chage               | Chage          | 渡辺等                   | 5:04  |
| 5.        | 「天使がくれたハンマー」                   | 松井五郎            | Chage          | 渡辺等                   | 5:09  |
| 6.        | 「equal」                                  | 松井五郎            | Chage          | 渡辺等                   | 5:51  |
| 7.        | 「永い一日」                               | 松井五郎            | Chage          | 渡辺等                   | 5:23  |
| 8.        | 「GO! GO! GO!」                            | Chage               | Chage          | 西川進                   | 5:13  |
| 9.        | 「TOKYO MOON」                             | Chage               | Chage          | 吉川忠英                 | 5:21  |
| 10.       | 「遠くへ行きたい」                         | 永六輔              | 中村八大       | 渡辺等                   | 3:28  |
| 11.       | 「まわせ大きな地球儀」                     | Chage               | Chage          | 西川進、皆川真人、戸谷誠 | 6:14  |
| 12.       | 「アイシテル」                             | Chage、エガワヒロシ | Chage          | 森俊之                   | 5:00  |
| 13.       | 「waltz」                                  | Chage               | Chage          | 森俊之                   | 4:28  |
| 14.       | 「トウキョータワー (SINGLE VERSION)」      | Chage               | Chage          | 十川知司                 | 4:55  |
| 15.       | 「ふたりの愛ランド」(石川優子とチャゲ)     | Chage、松井五郎     | Chage          | 平野孝幸                 | 3:54  |
| 16.       | 「愛すべきばかちんたちへ」                 | CHAGE and ASKA      | CHAGE and ASKA | 力石理江                 | 4:06  |
| 合計時間: | 合計時間:                                  | 合計時間:           | 合計時間:      | 合計時間:                | 80:28 |

## 楽曲解説
1. 終章（エピローグ） (MEMORIAL VERSION)
チャゲ&飛鳥（現 : CHAGE and ASKA）のアルバム『風舞』収録曲のセルフカバー。
2. Viva! Happy Birthday!
本作にて初収録となったアルバム内で唯一の新曲。
3. たった一度の人生ならば
2017年発売の7thシングル。アルバム初収録。
4. もうひとつのLOVE SONG (SINGLE VERSION)
2016年発売の配信限定シングル。シングル・ヴァージョンは初のCD化となる。
5. 天使がくれたハンマー
2015年発売の配信限定シングル。
6. equal
2015年発売の1stミニ・アルバム『hurray!』収録曲。
7. 永い一日
2014年発売の6thシングル。アルバム初収録。
8. GO! GO! GO
2012年発売の5thシングル。アルバム初収録。
9. TOKYO MOON
2011年発売の4thシングル。アルバム初収録。
10. 遠くへ行きたい
4thシングルのカップリング曲。アルバム初収録。
11. まわせ大きな地球儀
2010年発売の3rdシングル。
12. アイシテル
2008年発売の2ndアルバム『アイシテル』収録曲。
13. waltz
2008年発売の2ndシングル。
14. トウキョータワー (SINGLE VERSION)
1998年発売の1stシングル。シングル・ヴァージョンは日本盤ではアルバム初収録。
15. ふたりの愛ランド
1984年発売の「石川優子とチャゲ」名義で発表したコラボレーション・シングル。
16. 愛すべきばかちんたちへ
7thシングルのカップリング曲。チャゲ&飛鳥のアルバム『黄昏の騎士』収録曲のセルフカバー。アルバム初収録。